# Morgana Le Fey (DC Comics)
Morgana Le Fey è un personaggio immaginario, una super criminale dei fumetti pubblicati dalla DC Comics. Debuttò in Th Demon vol. 1 n. 1 (settembre 1972), e fu creata da Jack Kirby. Il personaggio è basato su quello della Fata Morgana, la mitica maga e sorellastra di Re Artù resa popolare nel Vita Merlini di Goffredo di Monmouth.

## Biografia del personaggio
Morgana Le Fey è l'antica maga delle leggende arturiane. La sua storia è leggermente differente dalla leggenda, ma è una maga dotata nelle arti della magia oscura. In Madame Xanadu n. 1 (2008), si scoprì che Morgana era la sorella di Nimue Inwudu (la futura Madame Xanadu) e di Vivienne, la Dama del Lago. Tutte e tre le donne, si diceva, discendevano dalla "gente antica", sopravvissuti dalla caduta Atlantide che si evolsero in Homo Magi, spiegando così l'affinità di Morgana per la magia. Tuttavia, mentre Nimue veniva presentata come gentile e premurosa nei riguardi dei nuovi Homo sapiens senza magia, Morgana esibì una vena cattiva, trattando la nuova razza umana come poco più che giocattoli, utilizzando il disprezzo anche nei confronti della sua più gentile sorella minore.
Dopo molti secoli di manipolazione degli umani e numerosi amanti (compreso Giulio Cesare), Morgana posò gli occhi su Uther Pendragon, Alto Re di Britannia. Però le sue avances furono respinte, in quanto Uther aveva interesse soltanto per Ygraine, moglie del Duca Gorlois di Cornovaglia. Cercando di intromettersi nelle loro vite, Morgana assunse un fascino magico e si trasformò in una delle figlie di Ygraine. Tuttavia, questo le causò l'esilio dalla sua gente, ma sua sorella Vivienne le diede riparo sull'isola di Avalon (Madame Xanadu n. 20). Dopo gli eventi di Flashpoint che alterarono la linea temporale dell'Universo DC, la storia sembrò essere ricostituita. Nella serie Demon Knights, Morgana e Nimue sono figlie biologiche di Ygraine, che identifica sé stessa come una Fata (forse della gente antica).
All'inizio del VI secolo, Morgana addestrò le sue sorelle Morgause ed Elaine perché divenissero le sue discepole nella magia, come lei. Dopo la morte di Gorlois per mano di Uther, Morgana incolpò suo fratello Re Artù (figlio di Uther) di aver derubato lei e le sue sorelle del loro diritto di nascita. Nel tempo che Artù fu Re di Camelot, Morgana cospirò contro di lui e cercò la distruzione della città (Trinità n. 21).
Nei giorni di declino di Camelot, Merlino fuse il demone Etrigan con un uomo, Jason Blood, come parte di un ultimo disperato sforzo di difendere il regno dall'assalto di Morgana. Blood fu un alleato di Morgana ed era legato a Etrigan come penitenza, e da lì in poi lui e Morgana divenne nemici giurati. Dopo la caduta di Camelot, Morgana continuò a praticare le sue arti oscure e mantenne la sua, giovinezza per secoli, sempre in cerca di più potere e di un regno da governare. Nel XX secolo, Merlino ricomparve e ingannò Morgana, facendole perdere la sua giovinezza e la sua bellezza, che mantenne nei secoli usando la magia. Desiderò quindi rifornirsi di nuovo delle sue doti tramite i segreti di Merlino, e costrinse Jason Blood a riunirsi ad Etrigan perché la guidasse verso la tomba del grande mago. Alla fine, però, Etrigan si sforzò di evitare che Morgana riuscisse nei propri piani.
In Batman Family n. 17, la Cacciatrice utilizzò il trasponder della Justice League liberando Morgana, che si impadronì della Pietra Filosofale. Morgana andò quindi in cerca di un bambino con poteri demoniaci latenti nel reparto maternità dell'ospedale dove la moglie di Man-Bat stava partorendo e, come risultato, molte donne partorirono bambini-demoni. Quindi comparve il demone Etrigan, che insieme a Man-Bat sconfissero Morgana (questa storia ebbe luogo nella continuità pre-crisi).
Sempre nella continuità pre-crisi, la figlia di Morgana, anche lei di nome Morgana, fu una delle nemiche di Wonder Woman, una malvagia giovane maga. Nella linea temporale post-crisi, questo personaggio non si chiamò più Morgana, e fu Morgana Le Fey a diventare una nemica di Wonder Woman.
Successivamente, Morgana cercò di rubare l'eterna giovinezza di Wonder Woman non realizzando che l'eroina l'aveva già abbandonata. Il suo incantesimo le si rivoltò contro, e la maga si disintegrò in polvere. Mantenne sufficiente magia per la resurrezione, tuttavia, e ritornò a battersi contro Etrigan e Wonder Woman in numerose occasioni.
Morgana ritornò nella serie Trinità, alleandosi con un misterioso uomo di nome Enigma e all'alieno Despero per usurpare la posizione simbolica di Superman, Batman e Wonder Woman. Il trio di criminali riuscì nel creare una linea temporale alternativa con i propri sforzi. Tuttavia, l'incantesimo non ebbe interamente successo, in quanto questo "Despero" era in realtà l'alieno Kanjar Ro mascherato, che disfece così l'incantesimo di Morgana.
Mentre il suo tentativo di divinizzarsi fu mandato all'aria, acquisì nonostante tutto la potenza magica di schiavizzare la Terra infondendo in un già potente gruppo di super criminali, il potere degli Arcani maggiori di Tarot, donandole un discreto controllo sulla realtà. Come parte di questa squadra di Arcani oscuri, come La Papessa, aveva questo potere, che le consentì quasi di portare l'Europa e l'Asia Minore sotto il suo controllo, e alla fine costrinse le forze del bene a tornare in America per uno scontro finale per i poteri dei tarocchi.
Anche questo tentativo fallì, in quanto la trinità ora divenuta divina di Batman, Superman e Wonder Woman ritornò dal suo esilio e distrusse i poteri basati sulla realtà degli Arcani oscuri, eliminando il controllo di Morgana sull'Europa. Morgana, durante la parte della serie in cui ebbe un forte aumento di potenza, fu rappresentata come una minaccia ubriaca di potere, arroventando la Terra sulla quale camminava; i suoi poteri furono utilizzati così incautamente e pericolosamente che anche i suoi soldati da Dreambound la abbandonarono per allearsi con gli eroi così da sconfiggerla. Alla fine, cercò l'aiutò di Krona, prima per schiavizzare, e poi per distruggere la Terra, che ella preferiva vedere ridotta a niente piuttosto che fuori dal suo controllo. Tuttavia, anche questa alleanza fallì, in quanto Morgana offrì a Krona l'anima della figlia di Enigma, facendolo così rivoltare contro di lei. Morgana fu sconfitta, e fu imprigionata in un idolo di pietra, che fu messa in custodia nelle mani di Jason Blood.
Durante il crossover Nel giorno più splendente, Mr. Terrific menzionò che Morgana fu tra le dozzine di esseri magici divenuti pazzi a causa della Starheart. Secondo lui, Morgana fu vista nel Nuovo Messico, dove sfogava la sua malvagità.
Morgana comparve come membro del gruppo Gli Immortali, di Hawkman e Hawkgirl, consigliando Kendra Saunders/Lady Blackhawk di utilizzare il cervello dell'Anti-Monitor per distruggere il Multiverso Oscuro.

## Poteri e abilità
- Morgana Le Fey è una maga dotata nell'uso della magia nera. Lanciò incantesimi che furono in grado di controllare anche il più super potente degli esseri supernaturali. Fu in grado di trasportare Wonder Woman in un'altra dimensione (il Piano Inferiore) e combatté con lei per le sue abilità Amazzoni. Utilizzando un dispositivo, fu in grado di vedere magicamente individui da chilometri di distanza.
- È immortale, anche se ha affermato di aver perduto questa abilità. Come mostrato nel fumetto di Wonder Woman, deve "rubare" l'immortalità di altri immortali al fine di mantenere la propria giovinezza. Dopo che Merlino la derubò della sua gioventù e della sua bellezza, indossò un'armatura dorata per proteggere il suo corpo secco e antico. Morgana possiede anche una macchina in grado di piegare gli esseri e rubare le loro forze di vita immortali.
- Altri poteri includono magia, immunità, immunità alla telepatia, immunità al furto di potere usando la sua armatura, cancellazione della magia e annullamento di poteri divini.

## In altri media

### Televisione
- Nella serie animata Justice League, Morgana Le Fey comparve nell'episodio "Il cavaliere delle tenebre", in cui cercò di rubare la Pietra Filosofale e utilizzarla per convertire Londra in un enorme castello, con suo figlio Mordred come Re, facendo un parziale lavaggio del cervello a Martian Manhunter e facendogli rubare la Pietra per lei in cambio della resurrezione di Marte alla vita. La si vide esibire le sue abilità sia come maga che come assassina, per cui fu estremamente efficiente. Dopo aver letto la mente di Etrigan, e aver visto in velocità il tradimento del suo amante, Jason Blood, J'onn si riprese e sbriciolò la Pietra Fisolofale, sapendo che Morgana non avrebbe mai mantenuto la parola. Dopo di ciò, fu Jason Blood che gli disse di non lasciare la Justice League a causa delle sue azioni dicendo "Avrei voluto avere la tua forza secoli fa".
- In Justice League Unlimited, Morgana Le Fey comparve nell'episodio "Storie di bimbi", dove guidò Mordred all'Amuleto della Prima Magia, la fonte della magia della Terra, che aveva il potere di aumentare persino il potere di Morgana. Tradita da Mordred, che le strappò l'Amuleto dalle mani e lo utilizzò per bandire lei e tutti gli adulti in una dimensione parallela, fece un patto on Batman, Superman, Wonder Woman e Lanterna Verde, tramutandoli in bambini di otto anni, così che potessero tornare sulla Terra e combattere Mordred. Quando riuscirono a ingannarlo e a farlo trasformare in un adulto, così da bandirsi da solo, arrivò nella dimensione parallela dove Morgana gli disse che aveva commesso un grave errore. Quando l'incantesimo fu rotto, Morgana riportò gli eroi alla loro età e quindi procedette a prendersi cura di suo figlio, che ora era diventato vecchio e debole sebbene immortale, avendo rotto l'incantesimo di giovinezza eterna che sua madre aveva lanciato su di lui secoli prima.
- Morgana Le Fey comparve nell'episodio "Il cavaliere oscuro" della serie animata Batman: The Brave and the Bold. Utilizzò la sua magia per prendere il controllo su Camelot ed Etrigan, costringendo così Merlino a richiedere l'aiuto di Batman e Freccia Verde. Quando giunse al luogo dove si trovava Excalibur, Morgana prese il controllo di Batman e lo trasformò in un Cavaliere Oscuro che ritrovasse Excalibur per lei. Merlino si confrontò con Morgana mentre Freccia Verde fu inviato a fermare Batman dal prendere la grande spada per Morgana. Batman fu alla fine liberato dall'incantesimo. Una volta che anche Etrigan fu liberato, Morgana si trasformò in un drago. Quando Batman non fu in grado di muoversi, Morgana li attaccò e tramutò Merlino ed Etrigan in statue di pietra. Batman e Freccia Verde riuscirono a tirare Excalibur fuori dalla pietra e insieme combinarono le loro mosse per sconfiggere Morgana. In aggiunta, comparve in un cameo senza battute nel teaser di La Terra sotto assedio dove manipolò magicamente Merlino per poi essere fermata da Etrigan.

### Videogiochi
- Morgana Le Fey comparve nella versione DS di Batman: The Brave and the Bold - Il Videogioco. Si alleò con il Re degli Orologi su Dinosaur Island e fu sconfitta da Batman e Red Tornado[3].